# Ben Batt
Ben Batt (* 7. Februar 1986 in Wigan) ist ein britischer Schauspieler.

## Leben
Ben Batt wurde in Wigan als Sohn von Alan und Holly Batt geboren und wuchs mit zwei Schwestern auf. Er besuchte die Shevington High School in Wigan. Als Jugendlicher spielte er für die Rugby-Teams Orrell und Lancashire. Nach einer Verletzung gab er den Sport auf und schrieb sich an der Londoner Guildhall School of Music and Drama ein. Er verließ die Schule, als ihm 2008 eine Nebenrolle in dem Film The Edge of Love angeboten wurde.
Bekannt wurde er durch seine Rolle als Joe Pritchard in dem TV-Comedy-Drama Shameless. Er spielte den Alf Rutter in The Village und in Sirens den Feuerwehrmann Craig Scruton, den Ted Burgess in der BBC-Produktion von „The Go-Between“ und die Hauptrolle in dem Film „Weekender“,
sowie eine Reihe von Nebenrollen in Produktionen des englischen Fernsehens.
2016 spielte er den Stanley Kowalski in Endstation Sehnsucht am Royal Exchange in Manchester unter der Regie von Sarah Frankcom und 2018 am Donmar Warehouse und am Sheffield Cruciable Theatre zusammen mit Jonathan Bailey in dem Drama  „The York Realist“ von Peter Gill.
Batts Lebensgefährtin ist Rebecca Atkinson. Das Paar hat einen gemeinsamen Sohn.

## Filmographie

### Film
| Jahr | Titel                              | Rolle                       |
| ---- | ---------------------------------- | --------------------------- |
| 2008 | The Edge of Love                   | Sergeant                    |
| 2009 | Bergung                            | Soldat Jones                |
| 2011 | Weekender                          | John Anderson               |
| 2011 | Captain America: The First Avenger | Einstellungsbeauftragter MP |
| 2014 | Electricity                        | Dave                        |
| 2016 | Trotz des fallenden Schnees        | Oleg                        |
| 2016 | Das Windmühlenmassaker             | Jackson                     |
| 2018 | Dusty und ich                      | Kleiner Eddie               |

### Fernsehen
| Jahr    | Titel                 | Rolle                    | Folgen    | Kanal                  |
| ------- | --------------------- | ------------------------ | --------- | ---------------------- |
| 2008    | Unfall                | Ian Milton               | 1 Folge   | BBC1                   |
| 2008    | Lewis                 | Milo Hardy               |           | ITV                    |
| 2008    | Gespenster: Code 9    | Leo Whitelaw             |           | BBC3 TV                |
| 2008    | Draht im Blut         | Matthew                  |           | ITV-Serie              |
| 2009-10 | Shameless             | Joe Pritchard            |           | TV-Serie von Channel 4 |
| 2010    | Angeklagte            | Peter MacShane           |           | BBC 1 TV-Miniserie     |
| 2011    | Das Versprechen       | Privat Derek Toogood     | 4 Folgen  | Channel 4 TV-Miniserie |
| 2011    | Sirens                | Craig Scruton            |           | TV-Serie von Channel 4 |
| 2011-13 | Scott & Bailey        | DC Kevin Lumb            |           | ITV-Serie              |
| 2012    | Ein Laufsprung        | Fußballer                |           | Kurz                   |
| 2013    | Death in Paradise     | Damon Ryan               |           | BBC1 TV-Serie          |
| 2013    | Gefangene Frauen      | Danny                    |           | BBC1 TV-Serie          |
| 2014    | Von dort nach hier    | Newell                   |           | TV-Miniserie           |
| 2014    | Das Dorf              | Alf Rutter               |           | BBC2 TV-Serie          |
| 2015    | Trainer               | Ross                     |           | Kurz                   |
| 2015    | Der Vermittler        | Ted Burgess              |           | BBC1                   |
| 2015    | Aus der Dunkelheit    | Chris Templeton          |           | TV-Miniserie           |
| 2015    | Beute                 | Joseph Kijek             |           |                        |
| 2016    | Aufstand der Barbaren | Spartacus                |           | TV-Miniserie           |
| 2017    | Im Dunkeln            | DI Paul Hopkins          | 4 Folgen  | TV-Miniserie           |
| 2017    | W1A                   | Ryan Chelford            | 2 Folgen  | BBC2                   |
| 2018    | Vera                  | Tony Everitt             | 1 Folge   | TBC                    |
| 2018–20 | Unser Mädchen         | Blau                     | 5 Folgen  | BBC                    |
| 2020    | Das englische Spiel   | John Cartwright          | 6 Folgen  | Netflix                |
| 2021–23 | Domina                | Marcus Vipsanius Agrippa | 12 Folgen | Sky Atlantic           |
| 2025    | Toxic Town            | Pat Miller               |           | Netflix                |